# 泰纳姆巴卡姆
泰纳姆巴卡姆（Thenambakkam），是印度泰米尔纳德邦Kancheepuram县的一个城镇。总人口9257（2001年）。

## 人口
该地2001年总人口9257人，其中男性4700人，女性4557人；0—6岁人口1060人，其中男547人，女513人；识字率65.31%，其中男性为73.11%，女性为57.27%。